# أندرو كوهن (سياسي)
أندرو كوهن (بالإنجليزية: Andrew Cohen)‏ هو دبلوماسي وسياسي بريطاني، ولد في 7 أكتوبر 1909 في المملكة المتحدة، وتوفي في 17 يونيو 1968 في لندن في المملكة المتحدة بسبب مرض قلبي وعائي. انتخب List of governors of Uganda ‏ (1952 – 1957).

## روابط خارجية
- أندرو كوهن على موقع مونزينجر (الألمانية)